# Parapercis biordinis
Parapercis biordinis är en fiskart som beskrevs av Allen, 1976. Parapercis biordinis ingår i släktet Parapercis och familjen Pinguipedidae. Inga underarter finns listade i Catalogue of Life.